# Come Along
Come Along – singel szwedzkiej piosenkarki Titiyo z jej albumu o tym samym tytule z 2001 roku. Singel ten okazał się największym przebojem w całej karierze Titiyo. Dzięki temu utworowi piosenkarka otrzymała nagrodę Grammis (szwedzki odpowiednik Nagrody Grammy) w kategorii Piosenka roku. Autorami tekstu i muzyki są Peter Svensson (The Cardigans) oraz Jocke Berg (Kent).

## Teledysk
Teledysk do piosenki był kręcony w dniach 3-5 lipca 2001 roku. W klipie widać artystkę na pustynnym tle, siedzącą oraz tańczącą przy samochodzie Ford Ranger.